# Marisa Soleto
Marisa Soleto Ávila (Cáceres, 1966) es una jurista feminista española especialista en políticas públicas en materia de igualdad de oportunidades. Desde 2001 es directora de la Fundación Mujeres. Desde 2006 es miembro del Observatorio Estatal contra la Violencia de Género. Es habitual colaboradora en medios de comunicación en temas sobre derechos de las mujeres, empleo y brecha salarial, igualdad, violencia de género, etc. 

## Trayectoria
Nacida en Cáceres es licenciada en Derecho por la Universidad de Extremadura y diplomada en Derecho de Familia y Sucesiones por la Escuela de Práctica Jurídica por la Universidad Complutense de Madrid. Experta en igualdad de oportunidades entre hombres y mujeres desde 1993 se dedica a este ámbito. En 1993 y 1994 fue becaria del Instituto de la Mujer del Ministerio de Asuntos Sociales, donde posteriormente trabajó como técnica en la Iniciativa Comunitaria NOW/ Empleo-NOW del Instituto de la Mujer, desde 1994 hasta el año 2000. Desde 2001 es Directora de la Fundación Mujeres. 
Soleto ha participado en diferentes grupos de trabajo e iniciativas como experta en políticas de igualdad. De 2007 a 2010 fue miembro del Comité de coordinación de la Red de Mujeres Africanas y Españolas por un Mundo Mejor, desde 2006 es miembro del Observatorio Estatal contra la violencia de Género en representación de la Fundación, en 2007 participó en el Comité Técnico de Normalización 194 de AENOR sobre integración de la igualdad de oportunidades entre mujeres y hombres en la gestión empresarial y en 2010-2011, como experta en género, en el Consejo de Cooperación al Desarrollo.

### Igualdad y violencia de género
En 2006 formó parte del grupo de trabajo colaborador para la elaboración de la propuesta de Plan Estratégico en materia de igualdad de oportunidades entre mujeres y hombres por parte del Instituto de la Mujer  y ha sido Compareciente en el Congreso de los Diputados en diferentes ocasiones en el marco de diferentes Subcomisiones en materia de flexibilización de horarios y conciliación (2006 y 2012), en la Comisión mixta Congreso Senado para la igualdad en el trámite de aprobación parlamentaria de la Ley de Igualdad (2006),  y en la Comisión de igualdad del Congreso de los Diputados en el marco de la aprobación de la Ley de Salud sexual y reproductiva (año 2010).

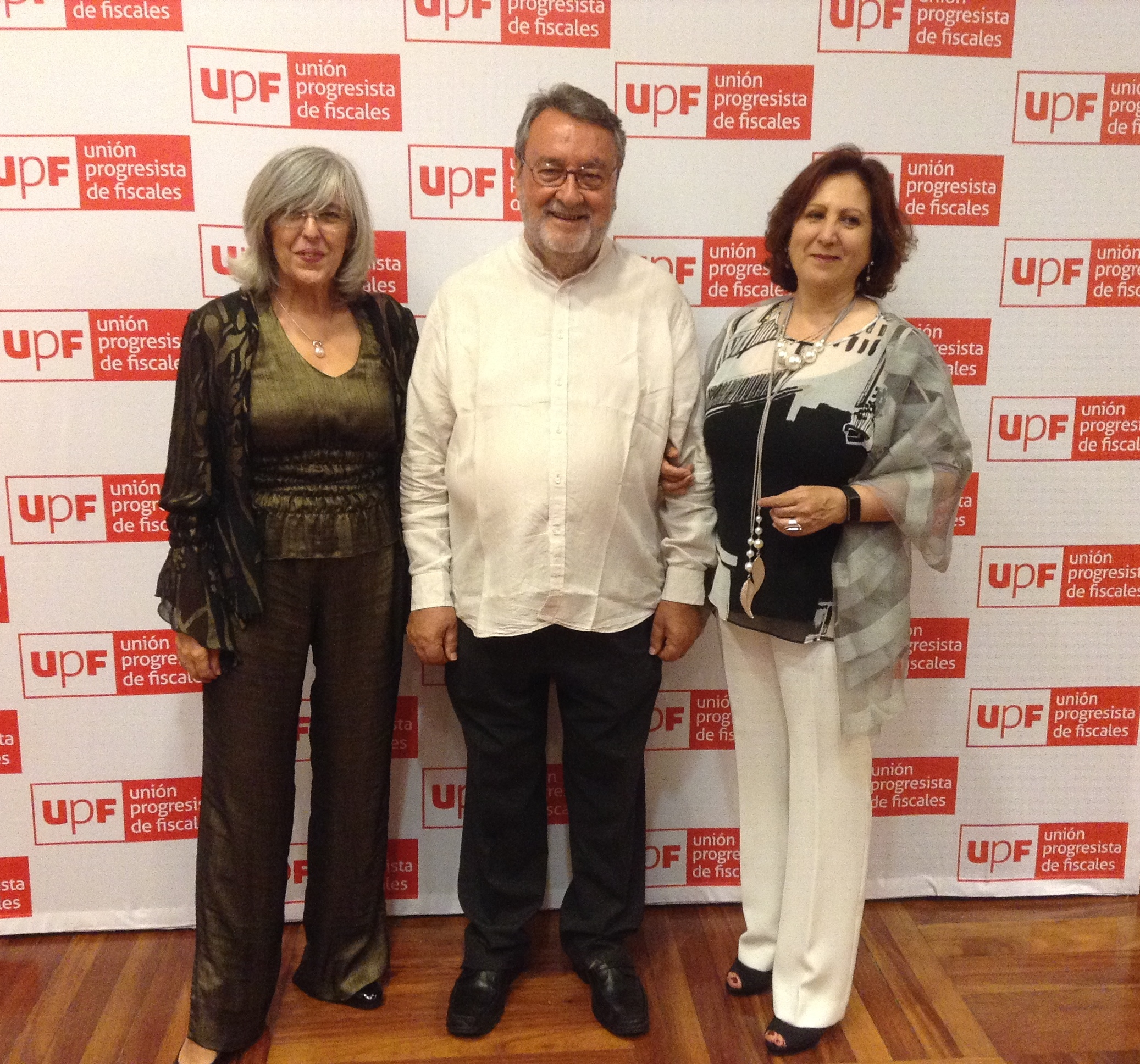
Teresa Peramato, Joaquín Tagar y Marisa Soleto en el acto de entrega de los premios Jesús Vicente Chamorro 2017 de la Unión Progresista de Fiscales

En marzo de 2017 intervino en la Subcomisión para el Pacto de Estado contra la Violencia de Género. Soleto, responsable de la Secretaría Técnica del Fondo de Becas Fiscal Soledad Cazorla Prieto ha denunciado la situación de los huérfanos y huérfanas de la violencia de género, "son una realidad oculta que se enfrenta a una serie de problemas desde el momento del crimen hasta el reconocimiento de su filiación y el acceso a recursos que muchas veces son un laberinto y que en ocasiones acaban siendo un problema para las familias de acogida".
Soleto escribe artículos en diversos medios de comunicación. De 2013 a 2016 escribió quincenalmente en el blog "Ellas" en el diario El Mundo  junto a la actriz Cayetana Guillén Cuervo, la escritora Rosa Regás, la jueza María Tardón y la periodista Cristina Fallarás.  También ha colaborado en El Huffington Post, el Eldiario.es,  y con frecuencia participa en programas de radio y televisión con opiniones en temas de igualdad, entre ellos en el programa Hoy por Hoy de la Cadena Ser o El Intermedio.

## Publicaciones
- Coautora del Manual de Referencia sobre igualdad de oportunidades para responsables de la gestión de Fondos europeos. Instituto de la Mujer  (2003)
- Guía para la elaboración de informes de impacto de género en la legislación de acuerdo con la Ley 30/2003. Instituto de la Mujer (2006)
- Buenas prácticas de las Administraciones Públicas en materia de Mainstreaming de Género. Instituto de la Mujer. (2007)